# Gregorio Preljub
Gregorio Preljub, più noto come Preljub (in serbo Прељуб?, in fonti greche Γρηγόριος Πρεάλιμπος o Πρελούμπος, Grēgorios Prealimbos/Preloumbos, (1312 – 1355), è stato un generale serbo e voivoda che conquistò e regnò sulla Tessaglia con il rango di Cesare, fra il 1348 e il 1356, sotto l'imperatore serbo Stefano Uroš IV Dušan.
Suo figlio Thomas Preljubović fu Despota d'Epiro dal 1366 al 1384.

## Biografia
Preljub compare nel 1344, prendendo parte alla conquista serba della Macedonia durante la guerra civile bizantina del 1341-1347. Secondo gli storici, Stefano Dušan lo considerava il migliore dei suoi generali "per valore, coraggio ed esperienza". Nel maggio 1344, guidò l'esercito serbo alla battaglia di Stefaniana contro i turchi dell'emirato di Aidino, alleati dell'imperatore bizantino Giovanni VI Cantacuzeno. La battaglia fu una disfatta, ma non ebbe serie conseguenze sulle conquiste dei serbi.
Nel 1348, con un esercito rinforzato da un grosso contingente di albanesi, Preljub invase la Tessaglia. Aiutato dallo spopolamento causato dalla peste - che tra l'altro aveva ucciso il governatore bizantino locale, Giovanni Angelo - strappò gran parte della regione a bizantini e catalani del Ducato di Neopatria nel novembre dello stesso anno. Dušan lo nominò governatore della Tessaglia, con sede a Trikala, e gli concesse il titolo di Cesare come ricompensa Diversi storici antichi hanno dichiarato che Preljub controllava anche parti dell'Epiro, compresa la città di Ioannina, ma una recente ricerca considera questo come improbabile, e molto probabilmente il risultato di aggiunte o errori in fonti successive.
Nel 1350, Giovanni VI Cantacuzeno approfittò dell'assenza di Dušan in una campagna contro la Bosnia per tentare di recuperare le province perdute in Macedonia e Tessaglia. Sbarcò a Tessalonica e riuscì a recuperare diverse fortezze chiave in Macedonia, ma la sua avanzata verso la Tessaglia fu fermata da Preljub, che con 500 uomini riuscì a tenere la strategicamente importante fortezza di Servia. Cantacuzeno, il cui esercito era piuttosto modesto, si ritirò e Dušan fu in grado di recuperare le sue fortezze perse in precedenza con grande facilità.
Preljub morì alla fine del 1355 o agli inizi del 1356 e subito dopo anche Dušan, in uno scontro con locali clan albanesi. La sua vedova, Irene Asanina, figlia di Dušan, e il loro figlio Thomas, contrastarono un'invasione di Niceforo Orsini, l'ex despota dell'Epiro. Orsini riuscì a radunare gli abitanti greci della provincia, costringendo Irene a tornare in Serbia. Nel 1357, Irene sposò Radoslav Hlapen, il governatore di gran parte della Macedonia occidentale, tra cui Vodena e Berrhoea. Dal 1366/1367, Thomas divenne despota d'Epiro con sede a Giannina.